# 依存文法
依存文法（いそんぶんぽう、dependency grammar）は、ルシアン・テニエール (en:Lucien Tesnière) によって開発された文法理論。

## 概要
句構造文法と異なり、基本的な記述の単位としての句を欠くことを特徴とする。構造は語（主要部）と従属部との関係として定義される。依存文法は特定の語順によって定義されないため、チェコ語のような比較的語順の自由な言語の記述に適している。

## 歴史
文法単位としての「依存（dependencies）」という発想は早期の記述（e.g. Pāṇini）から存在し、それ故に依存の概念はおそらく何世紀にも渡る「句構造文法（phrase structure）」の概念に先行すると推測できる。
Ibn Maḍāʾ（12世紀スペインの言語学者）はおそらく今日で使用される文法的な意味での依存の概念を使う最初の文法家だった。
近現代初期には、依存と句構造の概念は両立していた。特に後者の句構造の文法は、広範囲の古代の論理学的名辞の研究からラテン語、フランス語、英語、あるいはその他言語の文法の研究に入った。
依存文法は具体的にはハンガリー言語学者のSámuel Brassai (1800–1897)、ドイツの文献学者のFranz 、ルーマニアの言語学者のHeimann Hariton Tiktin (1850–1936)などの文献の中に見出される。しかしながら、現代の依存文法は第一にLucien Tesnière（1893〜1954）と共に始まる。Tesnièreは数ヶ国語に堪能でストラスブールやモンペリエの大学の言語学の教授であり、彼の代表的な著作である構造統語論要説（Éléments de syntaxe structurale）は1959年、彼の死後に出版された。彼が発展させた基本的な統語論への扱いは、同時期の他の研究とは独自のものであったと考えられる。
DG（依存文法）はドイツにて理論的な統語論からも言語教授法からも多くの関心が寄せられてきた。
昨今では計算機言語学から重要な発展が齎されており、その一部として1950年代と1960年代にDavidHaysが機械翻訳で行った研究が影響力のある成果と言える。DGは自然言語を分析しその構文木を生成する為に多く使われ、現代においてもDGへの関心が高まっており、依存言語学に関する国際会議は比較的最近にも発展している（Depling 2011、Depling 2013、Depling 2015、Depling 2017、Depling2019）。

## 依存文法 vs. 句構造文法
依存文法は文の全ての要素を一対一対応として考えることが可能であり、よって文中の全ての要素を一つのノードに対応して考えることも可能である。対して句構造文法は一対一以上の対応関係を持っており、句構造文法において文中の全ての要素は対応を持つノードを一つ以上含む必要がある。このように比較すると、依存文法は句構造文法よりも遥かに少ない構造で文法を記述することができる。
依存文法と句構造文法の違いは、主に句の最初の分割に由来する。句構造は最初の句が主語名詞句（NP）と述語動詞句（VP）の二分割から派生し、これはレナード・ブルームフィールドとノーム・チョムスキーの著作に見られる条項の基本的な分析に存在している。しかし、テニエールはこの二分法に激しく反対し、代わりに動詞をすべての節構造の根として位置付けることを好んだ。テニエールのスタンスは、主語と述語という分割は名辞論理に由来し、それは言語学的ではないというものであった。

## 依存文法
以下のフレームワークは依存文法に基いている。
- 代数的統語論
- 演算子文法
- 語文法
- 繋文法
- 拡張依存文法
- 普遍依存文法

## 依存構造類型

### 意味依存関係
意味依存関係は、述語とその引数の観点から理解される。述語の引数は、その述語に意味的に依存している。多くの場合意味依存関係は統語依存関係と重複するが、意味依存関係が統語依存関係の反対方向を指す場合や、統語依存関係から完全に独立している場合がある。

### 形態依存関係
形態依存関係は、単語間または単語の一部の間に持たれる。一致は形態論的依存性の現れである。意味依存関係と同様に、形態依存関係は、統語依存関係と重複して同じ方向を指すか、統語依存関係と重複して反対方向を指すか、統語依存関係から完全に独立している可能性がある。矢印（向き）は、形態的依存関係を示すために使用される。

### 統語依存関係
統語的依存関係はDGでのほとんどの作業の焦点である。統語上の依存関係の存在と方向がどのように決定されるかは多くの場合、議論の余地がある。構文の依存関係がどのように識別されるかについての定義は明確ではない。ただしこの領域においてDGの統語依存関係の存在と方向を識別する基本的な手法は、句構造文法の構成素を決定することよりも簡単でも難しいことでもないことを認識しておく必要がある。